# 도에이의 영화 목록
도에이의 영화 작품 목록은 일본의 영화사 도에이가 제작 또는 배급한 영화 목록이다.

## 1970년대
- 야쿠자 형사 시리즈
- 고르고13
- 의리없는 전쟁 시리즈 (후카사쿠 긴지 감독)
- 트럭 야로 시리즈
- 인간의 증명
- 은하철도 999

## 1980년대
- 세일러복과 기관총
- 나라야마 부시코
- 시간을 달리는 소녀
- 바람 계곡의 나우시카
- 천공의 성 라퓨타
- 마녀 배달부 키키

## 1990년대
- 신세기 에반게리온 극장판 DEATH & REBIRTH 사도신생
- 신세기 에반게리온 극장판 THE END OF EVANGELION 에어/진심을, 너에게
- 실락원
- 철도원
- 힘내서 갑시다
- 반항하지마

## 2000년대
- 배틀 로얄
- 사라진 이틀
- 배틀 로얄 II: 레퀴엠
- 제브라맨
- 실미도
- 식스티나인
- 남자들의 야마토
- 최종병기 그녀
- 내일의 기억
- 단지 널 사랑하고 있어
- 붕대클럽
- 신의 퍼즐
- 클라이머즈 하이
- 소년 메리켄사쿠
- 가슴 배구
- 방황하는 칼날

## 2010년대
- 고고한 메스
- 배틀 로얄 3D
- 이걸로 됐어!!!
- 오시카 마을 소동기
- 탐정은 바에 있다
- 연합 함대 사령장관 야마모토 이소로쿠
- 퍼스트 러브

## 스튜디오 지브리
- 바람계곡의 나우시카
- 천공의 성 라퓨타
- 마녀 배달부 키키